# استفانووو، استان لووچ

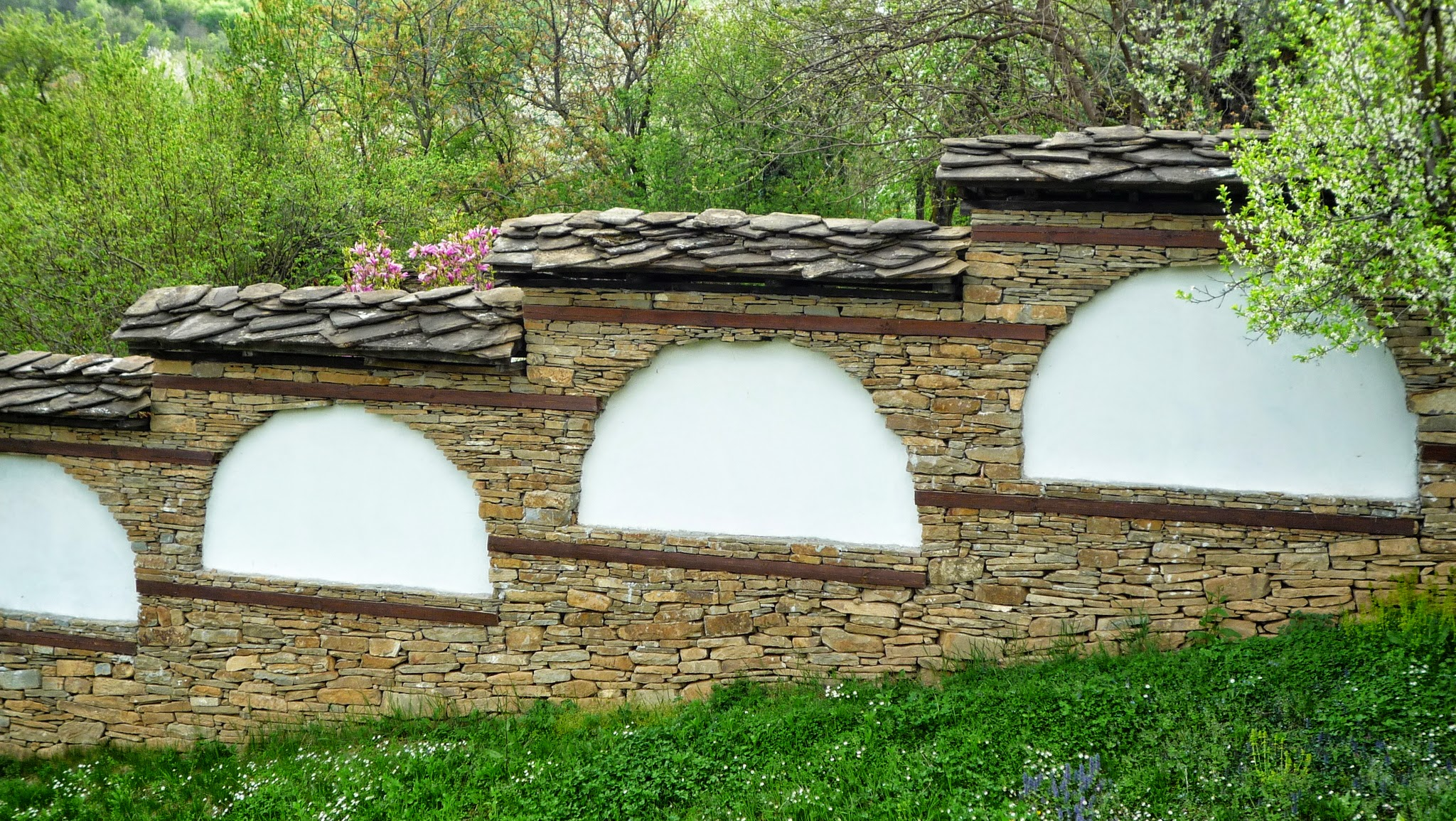
استفانووو

استفانووو (به بلغاری: Stefanovo) روستایی در بلغارستان است که در شهرستان لووچ واقع شده‌است.